# Robert Burren Morgan

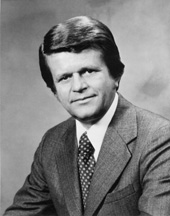
Robert Burren Morgan

Robert Burren Morgan (* 5. Oktober 1925 in Lillington, Harnett County,  North Carolina; † 16. Juli 2016 ebenda) war ein US-amerikanischer Politiker. Zwischen 1975 und 1981 vertrat er den Bundesstaat North Carolina im US-Senat.

## Werdegang
Robert Morgan besuchte die öffentlichen Schulen seiner Heimat. Zwischen 1942 und 1947 absolvierte er das East Carolina College. Diese Zeit war von seinem Militärdienst während der Endphase des Zweiten Weltkriegs in der United States Navy (1944–1946) unterbrochen. Zwischen 1952 und 1955 wurde er während des Koreakriegs nochmals zur Navy eingezogen. Bis 1971 gehörte er deren Reserve an. Danach war er bis 1973 Mitglied der Reserve der United States Air Force. Dabei erreichte er den Rang eines Oberstleutnants.
Nach einem Jurastudium an der Wake Forest College School of Law in Winston-Salem und seiner 1950 erfolgten Zulassung als Rechtsanwalt begann er in diesem Beruf zu arbeiten. Zwischen 1950 und 1954 war er als County Clerk im Harnett County tätig. Gleichzeitig war er dort auch Nachlassrichter. Politisch schloss er sich der Demokratischen Partei an. Zwischen 1955 und 1969 saß er im Senat von North Carolina. 1965 wurde er zu dessen amtierendem Präsidenten (President pro Tempore) gewählt. Von 1969 bis 1974 bekleidete er das Amt des Attorney General von North Carolina.
Bei den Wahlen des Jahres 1974 wurde Morgan als Kandidat seiner Partei in den US-Senat gewählt, wo er am 3. Januar 1975 die Nachfolge von Sam Ervin antrat. Da er im Jahr 1980 nicht wiedergewählt wurde, musste er am 3. Januar 1981 den Kongress wieder verlassen. Von 1985 bis 1992 war er einer der Direktoren der Ermittlungsbehörde North Carolina State Bureau of Investigations. Anschließend praktizierte er wieder als Anwalt. Von 2000 bis 2003 leitete er die nicht am Profit orientierte Organisation North Carolina Center for Voter Education.